# Kawashima Yoshiyuki

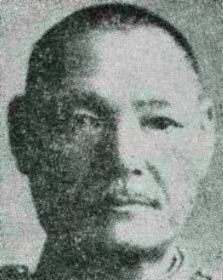
Kawashima Yoshiyuki, vor 1937

Kawashima Yoshiyuki (jap. 川島 義之; * 28. Mai 1878 in der Präfektur Ehime, Japanisches Kaiserreich; † 8. September 1945) war ein General des Kaiserlich Japanischen Heeres und Heeresminister.

## Leben
Kawashima Yoshiyuki wurde am 28. Mai 1878 in der Präfektur Ehime geboren. Er schloss im Juni 1898 die zehnte Klasse der Heeresoffizierschule im Rang eines Leutnants der Infanterie ab. Zu seinen Klassenkameraden zählte dabei unter anderem Araki Sadao. Zehn Jahre später machte er seinen Abschluss mit Auszeichnung an der Heereshochschule. Zwischen 1910 und 1913 war er Militärattaché im Deutschen Kaiserreich. Er diente anschließend auf verschiedenen Positionen im Heeresgeneralstab, unter anderem als Leiter der Büros für Geschichte und Personal. Im August 1923 wurde er zum Generalmajor befördert und übernahm später das Kommando über die prestigeträchtige 1. Brigade der Kaiserlichen Garde. Von März 1926 bis zum August 1929 leitete er das Personalbüro im Heeresministerium. Auf dieser Position erfolgte im Dezember 1927 seine Beförderung zum Generalleutnant. Nach zwei Posten als Divisionskommandeur war er von Januar bis Mai 1932 kurzzeitig stellvertretender Generalinspekteur der Militärausbildung und anschließend bis August 1934 Befehlshaber der Chōsen-Armee im japanischen Korea. Im März 1934 erhielt er die Beförderung zum vollwertigen General. Nach seinem Feldkommando erhielt er einen Posten im Obersten Kriegsrat. Am 5. September 1935 wurde er von dort zum Heeresminister im Kabinett von Premierminister Okada Keisuke berufen. Er trat die Nachfolge von Hayashi Senjūrō an, der zurücktreten musste, nachdem Fraktionsstreitigkeiten innerhalb des Militärs zur Ermordung des Generals Nagata Tetsuzan durch einen Oberstleutnant am 12. August des Jahres führten. Während seiner Amtszeit geriet er bei einer Kabinettssitzung vom 29. auf den 30. November 1935 in heftigen Streit mit Finanzminister Takahashi Korekiyo über dessen Pläne, das Militärbudget einzufrieren oder gegebenenfalls zu kürzen. Kawashima machte seine Position klar, dass das Militär Vorrang habe und die Wünsche anderer Ministerien nur erfüllt werden könnten, wenn sie nicht im Widerspruch mit den Zielen des Militärs stünden. Am Morgen des 30. November beendete Premierminister Okada den Streit, indem er sich auf die Seite seines Heeresministers stellte. In Kawashimas Amtszeit fiel der Putschversuch vom 26. Februar. Während des Umsturzversuchs erklärte Tennō Hirohito ihm gegenüber, dass er genau eine Stunde habe, um die Rebellion niederzuschlagen. Hirohito ließ anschließend überprüfen, ob seine Befehle umgesetzt wurden. Den Putschisten nahestehende Offiziere drängten Kawashima und andere Generäle am 2. März dazu, die Verantwortung für die Geschehnisse auf sich zu nehmen und als Heeresminister zurückzutreten. Die Auflösung des gesamten Kabinett Okada am 9. März nahm ihm diese Entscheidung ab. Aufgrund seiner nähe zu den Planern des Putschversuchs wurde er anschließend in den Ruhestand versetzt. Er starb am 8. September 1945, kurz nach der Kapitulation Japans im Pazifikkrieg.